# Brett Tucker
Brett Alan Tucker (Melbourne, 21 maggio 1972) è un attore australiano.

## Biografia
Incomincia i primi suoi passi nel mondo cinematografico nel film Spanking the Monkey nel 1994, successivamente si dedica alla moda e alla professione di modello che continuerà ininterrottamente dal 1995 al 2010 . Inoltre ha lavorato come attore in svariate serie TV e recitato in molti film a livello internazionale.
Si è unito al cast di Mistresses nel ruolo di Harry Davis.

## Filmografia

### Cinema
- Mallboy, regia di Vincent Giarrusso (2002)
- The Extreme Team, regia di Leslie Libman (2003)
- The Great Raid - Un pugno di eroi (The Great Raid), regia di J. J. Abrams (2005)
- I Love You Too, regia di Daina Reid (2010)
- Noyàh, regia di Valerie Strazibor (2014)

### Televisione
- Neighbours – soap opera, 740 puntate (1999-2012)
- Thunderstone – serie TV, 6 episodi (2000)
- Blue Heelers - Poliziotti con il cuore (Blue Heelers) – serie TV, 12 episodi (2001-2002)
- The Outsider – film TV, regia di Randa Haines (2002)
- Abschied in Den Tod – film TV, regia di Martin Buchlorm (2002)
- The Saddle Club – serie TV, 42 episodi (2001-2003)
- Le sorelle McLeod (McLeod's Daughters) – serie TV, 100 episodi (2003-2006)
- La valle dei pini (All My Children) – serie TV, 376 episodi (2005-2008)
- La spada della verità (Legend of the Seeker) – serie TV, 6 episodi (2009-2010)
- Criminal Behavior – film TV, regia di Tim Matheson (2011)
- Rizzoli & Isles – serie TV, episodio 2x13 (2011)
- NCIS - Unità anticrimine (NCIS) – serie TV, episodio 9x04 (2011)
- Spartacus – serie TV, 7 episodi (2012)
- Castle - serie TV, episodio 4x20 (2012)
- Mistresses - Amanti (Mistresses) – serie TV, 52 episodi (2013-2016)
- Station 19 − serie TV (2018-in corso)
- AJ and the Queen − serie TV (2020)
- The Big Leap - Un'altra opportunità (The Big Leap) − serie TV, 5 episodi (2021)
- The Residence − miniserie TV, 8 episodi (2025)

## Doppiatori italiani
Nelle versioni in italiano delle opere in cui ha recitato, Brett Tucker è stato doppiato da:
- Fabio Boccanera in Station 19, Grey's Anatomy, Dinasty
- Diego Sabre ne Le sorelle McLeod
- Alessandro Budroni in CSI: NY
- Andrea Lavagnino in CSI - Scena del crimine
- Francesco Sechi in Rizzoli & Isles
- Gaetano Varcasia in NCIS - Unità anticrimine
- Francesco Prando in Spartacus
- Vittorio Guerrieri in Castle
- Gabriele Sabatini in The Americans
- Davide Marzi in The Big Leap - Un'altra opportunità
- David Chevalier in This Is Us
- Stefano Benassi in The Residence

Da doppiatore è stato sostituito da:
- Vladimiro Conti in Arcane